# 超級籃球聯賽全明星賽

第五季超級籃球聯賽全明星賽LOGO

超級籃球聯賽全明星賽，又稱紅白武士明星對抗賽，於第一季起首度舉行，原意為仿效NBA於球季中擇定一週末舉行賽事，選手陣容則由球迷票選心目中的明星球員，組成兩支明星隊伍分庭抗禮，讓籃球選手在沒有例行賽勝負壓力的情況下，能夠盡情表現與球迷同樂。在第一季以當季戰績例行賽排名第1、4、5名（第1、4、6、7名）組成紅武士隊，第2、3、6、7名（第2、3、5名）則組成白武士隊，以及加入三分球大賽以及灌籃大賽並開始頒發單場MVP，第四季之後依去年的例行賽成績而分組，並在當季明星賽改成比數相同進行延長賽，分出勝負為止。

## 比賽方式
- 先發球員由球迷票選產生，其餘人選由各隊教練團評選推薦。
- 單場比賽以四節為限，比數相同不進行延長賽。

## 成績
| 球隊名稱       | 勝場 | 和局 | 敗場 | 勝率 |
| -------------- | ---- | ---- | ---- | ---- |
| 明星紅隊       | 4    | 3    | 7    | .364 |
| 明星藍（白）隊 | 7    | 3    | 4    | .636 |

## 列表
| 年份   | 明星紅隊               | 總教練 | 比賽結果                       | 明星藍（白）隊           | 總教練 | 比賽場地               | MVP      |
| ------ | ---------------------- | ------ | ------------------------------ | ------------------------ | ------ | ---------------------- | -------- |
| 2004年 | 裕隆、達欣、新浪       | 錢一飛 | 101：101                       | 中廣、台啤、台銀、九太   | 鍾枝萌 | 台北體院體育館         | 羅興樑   |
| 2005年 | 緯來、達欣、新浪       | 鍾枝萌 | 89：96                         | 台啤、裕隆、台銀、東森   | 閻家驊 | 台北體院體育館         | 羅興樑   |
| 2006年 | 裕隆、緯來、台銀       | 李雲光 | 140：134                       | 台啤、達欣、東森、幼敏   | 閻家驊 | 台北體院體育館         | 曾文鼎   |
| 2007年 | 裕隆、台銀、東森、東風 | 李雲光 | 106：123                       | 台啤、達欣、緯來         | 閻家驊 | 台北體院體育館         | 田壘     |
| 2008年 | 裕隆、達欣、璞園、台銀 | 李雲光 | 101：94                        | 台啤、米迪亞、台灣大     | 閻家驊 | 台北小巨蛋             | 陳信安   |
| 2009年 | 裕隆、台啤、璞園       | 張學雷 | 108：98                        | 達欣、金酒、台灣大、台銀 | 邱大宗 | 竹北體育館             | 何守正   |
| 2010年 | 未舉辦                 | 未舉辦 | 未舉辦                         | 未舉辦                   | 未舉辦 | 未舉辦                 | 未舉辦   |
| 2011年 | 未舉辦                 | 未舉辦 | 未舉辦                         | 未舉辦                   | 未舉辦 | 未舉辦                 | 未舉辦   |
| 2012年 | 達欣、裕隆、金酒       | 邱大宗 | 87：114                        | 璞園、台啤、台灣大、台銀 | 許晉哲 | 高雄巨蛋               | 楊玉明   |
| 2013年 | 達欣、台銀、裕隆、金酒 | 許智超 | 114：114                       | 璞園、台啤、台灣大       | 許晉哲 | 臺灣體育運動大學體育館 | 戴維斯   |
| 2014年 | 璞園、台啤、金酒、台銀 | 許晉哲 | 115：118                       | 台灣大、裕隆、達欣       | 鄭志龍 | 新莊體育館             | 周士淵   |
| 2015年 | 璞園、台啤、裕隆、台銀 | 許晉哲 | 117：119                       | 富邦、金酒、達欣         | 休利   | 新莊體育館             | B.戴維斯 |
| 2016年 | 台啤、富邦、達欣、台銀 | 閻家驊 | 121：117                       | 璞園、裕隆、金酒         | 麥班達 | 板橋體育館             | 劉錚     |
| 2017年 | 達欣、裕隆、台啤、台銀 | 邱大宗 | 123：123                       | 富邦、璞園、金酒         | 顏行書 | 新莊體育館             | 菲爾普斯 |
| 2018年 | 台銀、富邦、裕隆、台啤 | 韋陳明 | 125：127                       | 璞園、達欣、金酒         | 麥班達 | 桃園市立體育館         | 林郅為   |
| 2019年 | 黑武士隊               | 吳俊雄 | 140：146                       | 白武士隊                 | 周俊三 | 桃園市立體育館         | 煥亞     |
| 2020年 | SBL明星隊              |        | 因2019冠状病毒病疫情而取消舉辦 | 中華男籃代表隊           |        | 新莊體育館             |          |
| 2021年 | 未舉辦                 | 未舉辦 | 未舉辦                         | 未舉辦                   | 未舉辦 | 未舉辦                 | 未舉辦   |
| 2022年 | 未舉辦                 | 未舉辦 | 未舉辦                         | 未舉辦                   | 未舉辦 | 未舉辦                 | 未舉辦   |

## 特殊事蹟
- 第三季 － 除了原有的紅白明星對抗賽以外，另外舉辦了『老將新秀對抗賽』。
- 第四季 － 除了原有的紅白明星對抗賽以外，另外舉辦了『復古明星賽』。
- 第五季 － 本屆紅白明星對抗賽首次移師到台北小巨蛋舉行，名稱為『群星蛋生』。
- 第六季 － 本屆紅白明星對抗賽首次移師到竹北體育館舉行，並另外舉辦『天龍地虎對抗賽』、『薪傳混合投籃賽』。
- 第九季 － 本屆首次移師到高雄巨蛋舉行，並更改為籃白明星對抗賽以外，另外舉辦了『土洋對抗賽』，土洋對抗賽由傅達仁掌兵符的洋將+WSBL聯隊對上由桑茂森掌兵符的SBL新秀隊。
- 第十季 － 本屆首次移師到國立臺灣體育運動大學體育館舉行。
- 第十一季 - 自有選秀以來，呂奇旻是第一位菜鳥年就入選明星賽的球員。
- 第十三季 － 本屆首次移師到板橋體育館舉行。
- 第十五季 － 本屆首次移師到桃園巨蛋舉行。

## 其他賽事
除了舉辦全明星賽之外，亦有灌籃大賽、三分球大賽、技術挑戰賽等賽事。